# دراج سیاه

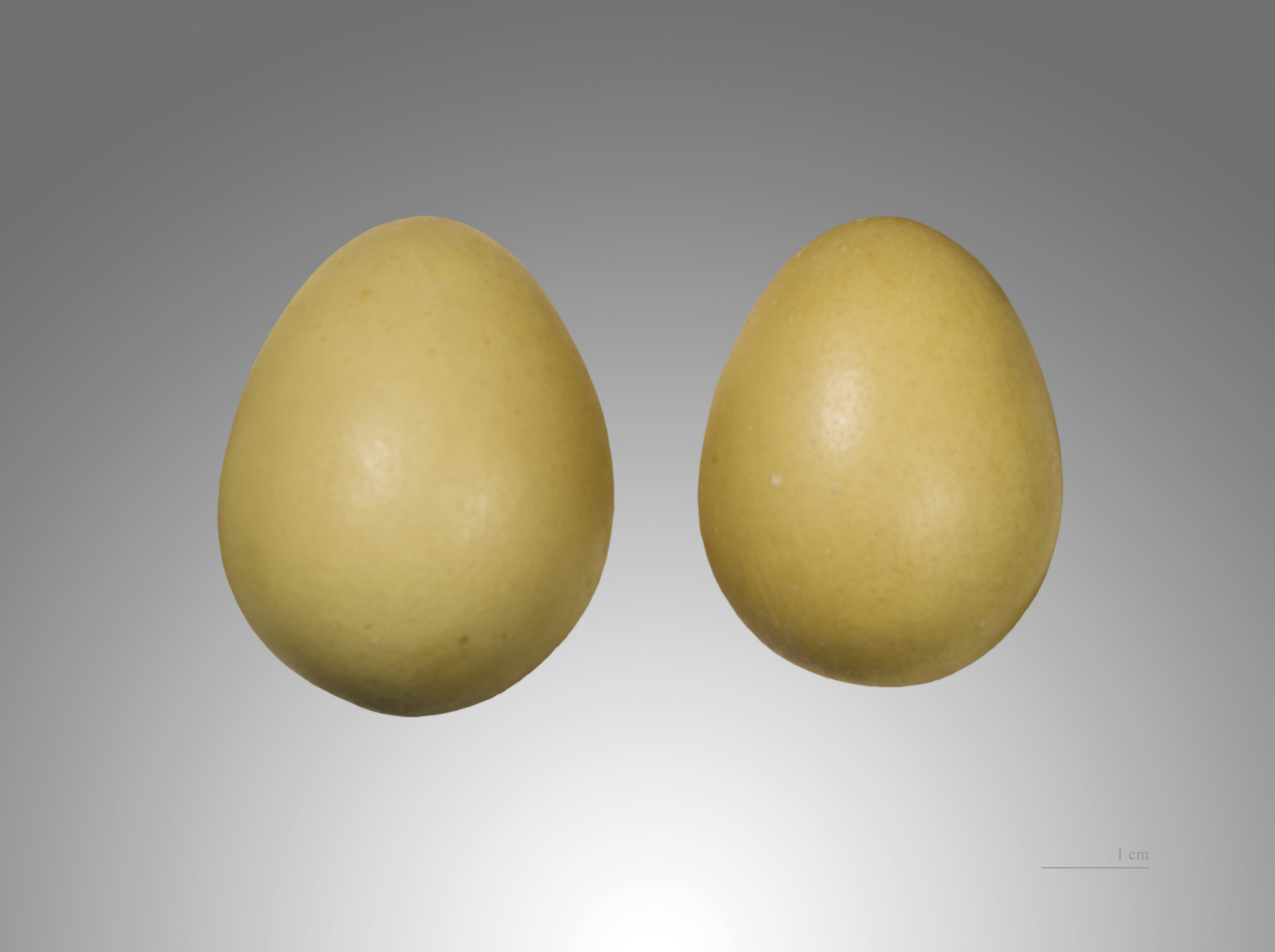
Francolinus francolinus

دُرّاج سیاه (نام علمی: Francolinus francolinus) پرنده‌ای از تیره قرقاولیان و زیرتیره کبکیان است. این پرنده بومی غرب و جنوب آسیا از بنگلادش تا ترکیه و قبرس است. دراج زیستگاه‌های دارای پوشش گیاهی مناسب و علفزارهای کم‌درخت در نزدیکی منابع آبی را ترجیح می‌دهد و یک گونهٔ زمینی است که تا خطری آن را تهدید نکند پرواز نمی‌کند. در گذشته این پرنده جمعیت زیادی داشت و زیستگاه آن گسترده‌تر بود اما شکار بسیار زیاد نسل آن را در بسیاری از مناطق برانداخته‌است.
دراج سیاه به‌طور میانگین ۳۱ سانتیمتر طول و ۴۵۰ گرم وزن دارد. پرنده نر به‌طور کلی سیاه است با نوارهای عرضی سفید و پرنده ماده قهوه‌ای است با نوارها و خال‌های نخودی و سیاه و یک لکه خرمائی در پس گردن.
این پرنده در ایران نیز زندگی می‌کند و از پرندگان حمایت شده‌است و باید از محل‌های تولیدمثل و آشیانه‌اش حفاظت شود.